# Замок Девіс Форт

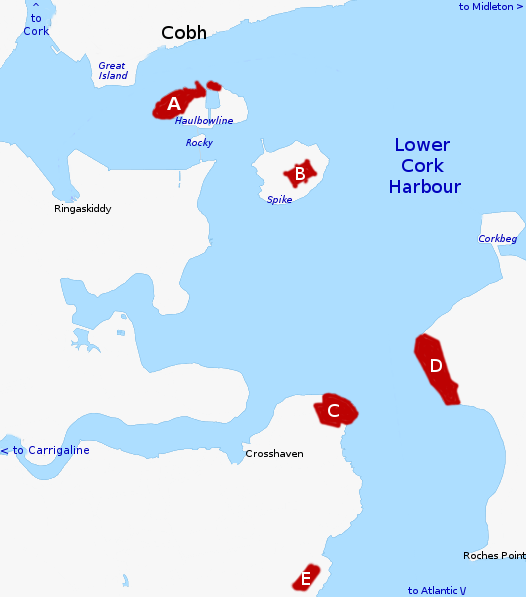
Оборонні споруди затоки Корк-Харбор. А — морська база Гавлбовлайн, В — Форт Мітчел, С — Форт Мегер, D — Форт Девіс, Е — Форт Темплбреді.

Замок Девіс Форт (англ. Fort Davis, ірл. Dún an Dáibhisigh) — замок Дун ан Дайбішіг, Дун ан Давіші — один із замків Ірландії, розташований в графстві Корк, біля селища Вайтгейт. Ще одна назва замку — Форт Карлайл. Разом з іншими замками — Форт Мітчелл на острові Спайк, Форт Камден (Кроссгавен), Темплбреді Баттері цей замок-форт був побудований для захисту затоки Корк-Харбор. Форт був побудований у XVII столітті — в 1607 році, але структури які збереглися були побудовані в ХІХ столітті, переважно в 1860 році. Форт називався довгий час Форт Карлайл і належав британській армії. Ірландській армії він був переданий аж в 1938 році — коли минуло вже 16 років незалежності Ірландії. Тоді ж він був перейменований в Форт Девіс. І нині Форт Девіс належить Збройним силам республіки Ірландія — Міністерству оброни Ірландії. Форт закритий для громадськості і туристів. Географічні координати замку: 51,816°N 8,261°W.

## Історія замку Девіс Форт
Узбережжя біля селища Вайтгейт, на північ від Рош-Пойнт завжди мало стратегічне значення. Поруч знаходився вхід в затоку і бухту Корк-Харбор, що є однією з найбільших природних гаваней у світі та має оборонне значення. Перший замок на місці нинішнього замку Девіс Форт тут був побудований в 1607 році. Цей замок назвали Башта Принца Руперта — за іменем аристократа Руперта, що був родом з берегів Рейну.
До часів Вільямітських (Якобітських) війн (1689—1691) на цьому місці існувала фортеця берегової оборони, яка називалася «Форт Короля Джона» (по імені Джона Безземельного — короля Англії). Під час Вільямітських війн разом з фортом Камден Форт Девіс захопили війська короля протестантів Вільяма ІІІ Оранського. Цими військами командував герцог Мальборо. Це сталося під час облоги Корка в 1690 році. У 1790 році замок був суттєво розбудований. Деякі з підземель та споруд замку Девіс Форт були використані під час Наполеонівських війн (1803—1815) для утримування французьких полонених.
До середини ХІХ століття фортеця була перейменована в Форт Карлайл (на честь Фредеріка Говарда — V графа Карлайла, колишнього лорд-лейтенанта Ірландії). У 1850-х роках Королівська комісія усвідомила стратегічну важливість гавані і запропонувала вдосконалення оборони Форту Мітчелл (острів Спайк), Форту Камден та Форту Карлайл. Протягом 1860-х років Форт Карлайл був перебудований відповідно до вимог тодішньої військової науки, згідно «проекту Пальмерстона» в Ірландії. Під час будівництва був використаний бетон.
Під час Першої світової війни (1914—1918) гавань та форт використовувалася як морська база для покриття «західних підходів», а Форт Девіс використовувався для доповнення оборонних споруд Форт Камден на протилежному боці входу в гавань. У цей час у форті знаходились підрозділи Королівського гарнізону артилерії прибережної оборони. Форт не бачив суттєвих військових дій під час Ірландської війни за незалежність (1920—1922) — хоча тут виріс ряд могил на військовому цвинтарі форту в той час. Після війни, згідно з англо-ірландським договором, захист гавані залишився під контролем британського уряду. Ці договірні портові споруди, включаючи форт Карлайл, були передані ірландським властям у 1938 році. Форт був перейменований в Форт Девіс на честь Томаса Девіса, що був головним організатором руху Молодої Ірландії. Так само Форт Вестмореленд на острові Спайк був перейменований в Форт Мітчелл, а Форт Камден біля Кросгафена перейменовано в Форт Мегер.
Під час «надзвичайної ситуації» (1939—1945) частини військової артилерії прибережної оборони (CDA) Ірландського артилерійського корпусу базувалися у Девіс Форті. До середини ХХ століття CDA було об'єднано з іншими артилерійськими полками ірландської армії, а форт використовувався як навчальний майданчик. Форт Девіс залишається у власності Міністерства оборони Ірландії та використовується Ірландською армією для вправ, церемоніальних «гарматних салютів» та інших навчальних цілей.
В часи Наполеонівських війн та в Вікторіанську епоху в Форті Девіс були наступні батареї:
- Батарея № 1 — 4 7-дюймових гармати.
- Батарея № 2 — 2 10-дюймових гармати.
- Батарея № 3 — 4 7-дюймових гармати.
- Батарея № 4 — 4 10-дюймових гармати.
- Північна батарея — 2 6-дюймових гармати.
- Батарея Руперта — 2 10-дюймових гармати.
- Південна батарея — 2 9,2-дюймових гармати.

Крім того на території форту були: причал, казарми, склади, військове кладовище, допоміжні споруди.